# Villard Houses
Villard Houses ist ein denkmalgeschütztes im Jahr 1884 fertiggestelltes Gebäudeensemble in Manhattan in New York City. Es ist seit 1980 Teil des 5-Sterne-Hotels Lotte New York Palace.

## Beschreibung
Die Gebäude befinden sich in Midtown Manhattan im Stadtteil Turtle Bay an der Madison Avenue zwischen der East 50th und East 51st Street. Die Adresse lautet 451–457 Madison Avenue. Direkt gegenüber steht jenseits der Madison Avenue mit der Rückansicht des Chores die St. Patrick’s Cathedral. Ein Block weiter westlich verläuft die Fifth Avenue.
Die Villard Houses wurden vom Architekten Joseph Morrill Wells von der Architektengemeinschaft McKim, Mead, and White im Stil der Neorenaissance entworfen und von 1882 bis 1884 erbaut. Bauherr war der aus Speyer und Zweibrücken stammende Eisenbahnmagnat Henry Villard (1835–1900), dem Präsidenten der Northern Pacific Railway. Mit der Fertigstellung der Gebäude ging er in Konkurs und die Häuser wechselten anschließend mehrmals den Besitzer. Bis Ende der 1940er Jahre erwarb das römisch-katholische Erzbistum New York alle Häuser mit Ausnahme der 457 Madison Avenue, das es 1971 vom bisherigen Besitzer, dem Verlag Random House abkaufte. Die Erzdiözese verpachtete 1974 das Gebäudeensemble für 99 Jahre an den Bau- und Immobilienunternehmer Harry Helmsley. Dieser ließ 1977 mit Genehmigung der Denkmalbehörde die beiden östlichsten Gebäude abreißen. Die vier verbliebenen, baulich miteinander verbundenen Häusern bilden ein U-förmiges Bauensemble, an dessen östlicher Rückseite von 1978 bis 1980 das Lotte New York Palace Hotel errichtet wurde. Die Villard Houses wurden dabei innen und außen von Emery Roth & Sons restauriert und in das Hotel integriert. Saal und Treppenanlage im Mittelflügel fungieren hierbei als repräsentative Hotellobby. Die Gebäude haben eine Fassade aus Brownstone.
Die Villard Houses wurden am 30. September 1968 von der New Yorker Landmarks Preservation Commission als Denkmal ausgewiesen. Am 2. September 1975 folgte die Eintragung in das National Register of Historic Places.
In der Vorweihnachtszeit ist der festlich geschmückte Innenhof mit seinem Christbaum ein beliebter Anziehungspunkt für Einheimische und Gäste.

## Ansichten

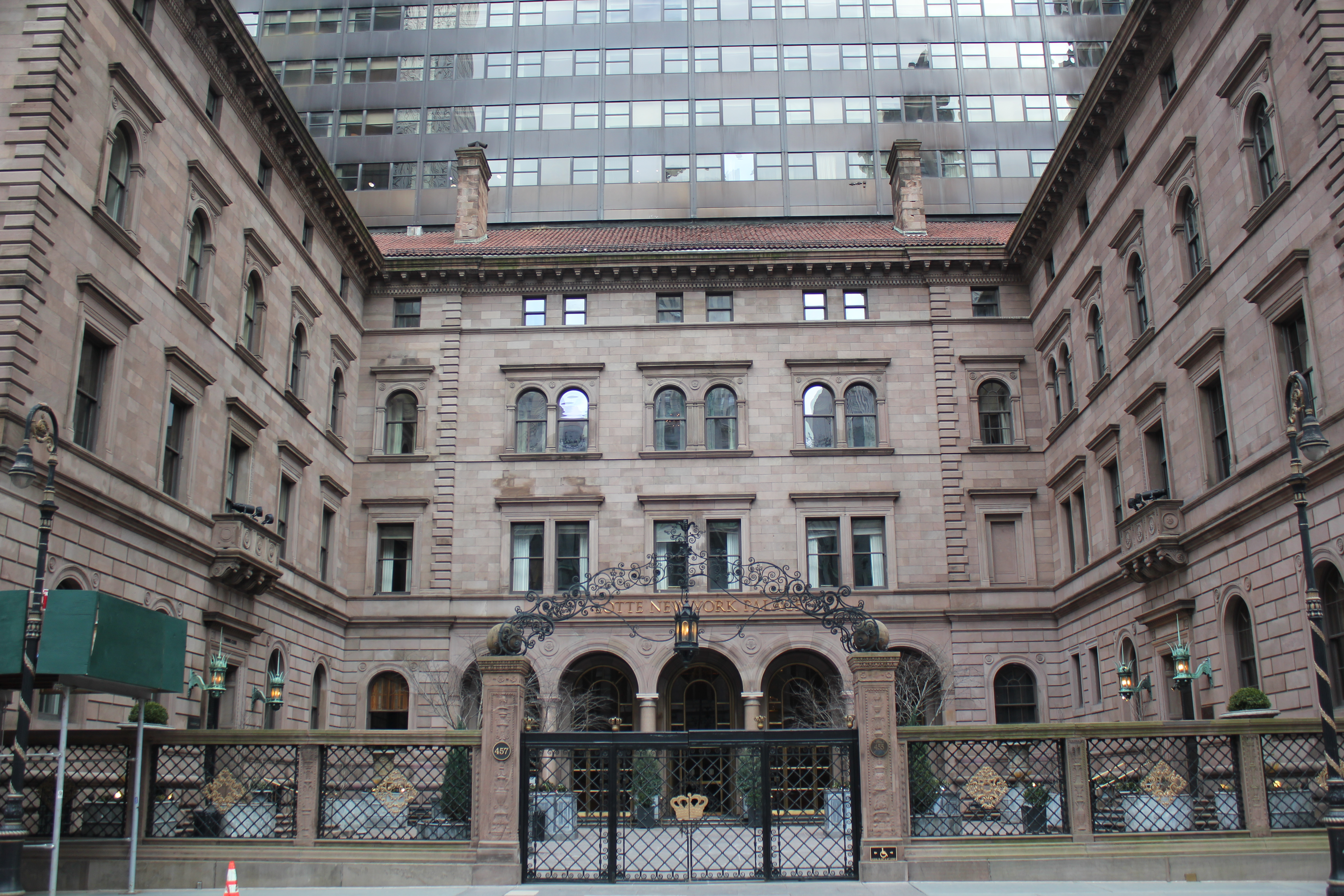
Innenhof an der Madison Avenue
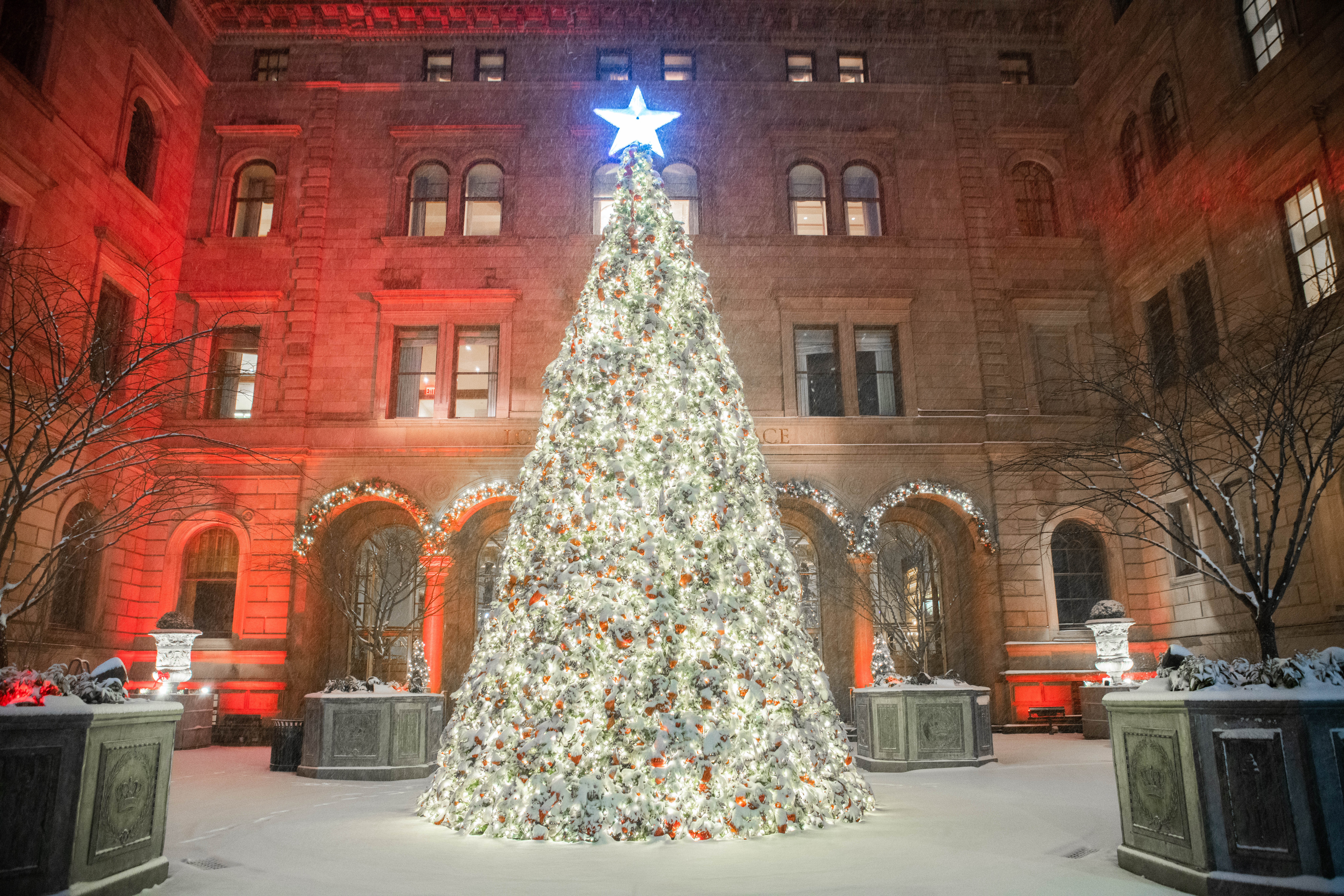
Christbaum zur Weihnachtszeit
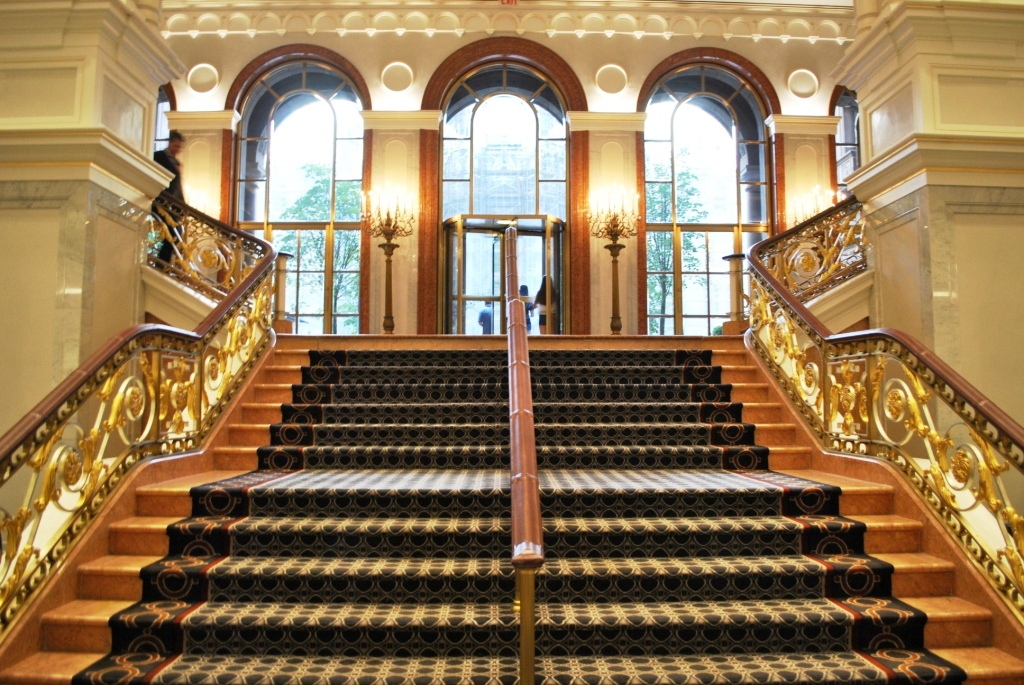
Prunkvolle Treppenanlage zur Lobby im Mittelflügel
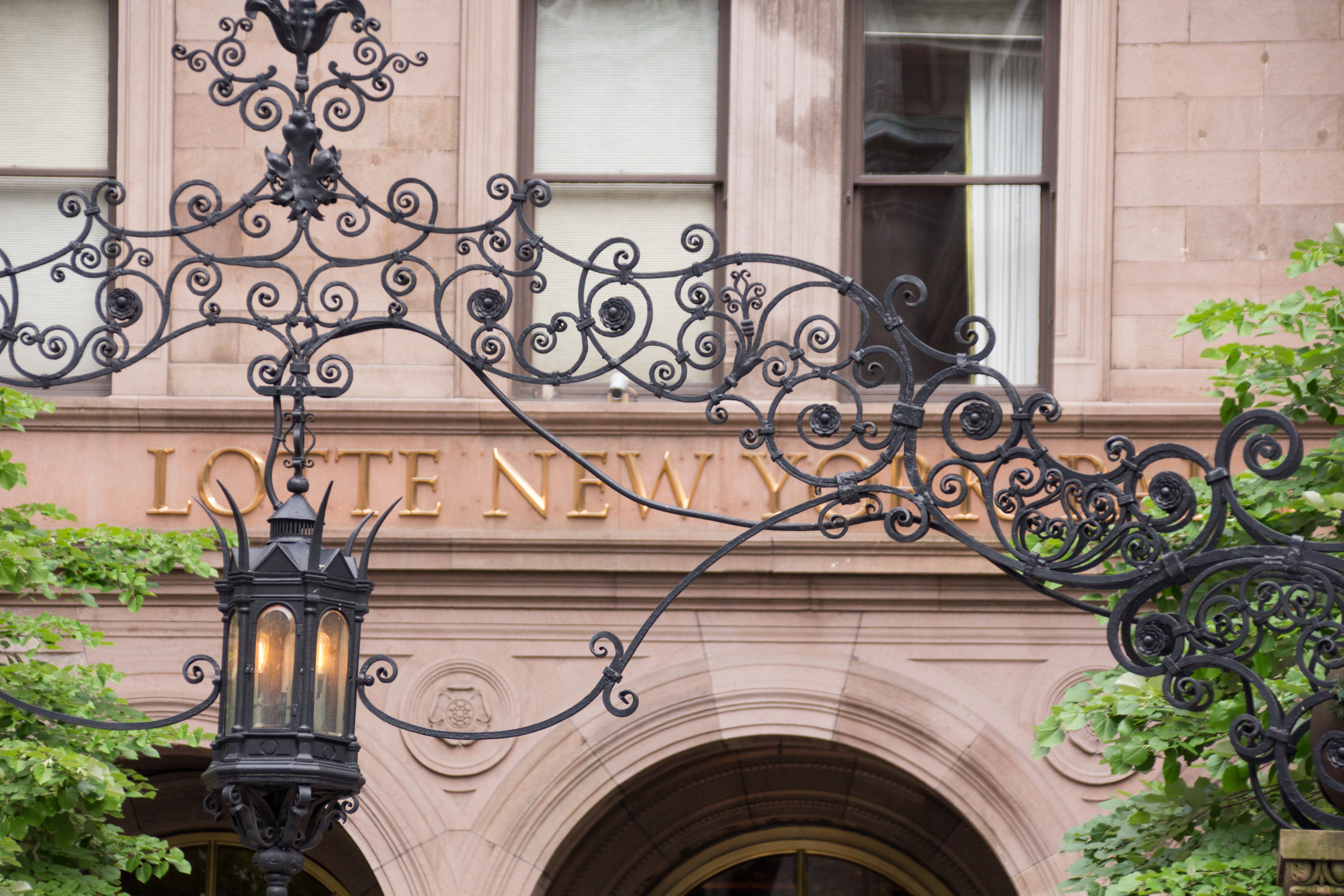
Schmiedeeiserner Torbogen mit Laterne